# 博多遺跡
座標: 北緯33度35分37.7秒 東経130度24分36.0秒 / 北緯33.593806度 東経130.410000度
博多遺跡（はかたいせき）は、福岡県福岡市博多区上川端町97番1（住居表示では上川端町6番）で検出された平安時代後半（11世紀後半-12世紀前半）の港湾施設とみられる石積（護岸）遺構。博多遺跡群を構成する遺構の1つ。日本最古級の貿易都市・博多の実態を表す考古資料として、2024年（令和6年）2月21日に国の史跡に指定されている。

## 概要

### 博多遺跡群
博多遺跡群は、JR博多駅北西側の、那珂川と御笠川に挟まれた「息浜（沖ノ浜）」・「博多浜」と呼ばれる砂丘（浜堤）帯を中心に所在し、中世の大貿易都市として栄えた博多津の遺構・遺物のほか、弥生時代から近・現代に至る各時代の遺構が重層的に存在する複合遺跡である。周知の埋蔵文化財包蔵地としての範囲は、大博通りを中軸として南北1.6キロメートル×東西0.8キロメートルを測る。

### 港湾施設遺構
「博多遺跡」の名称で国の史跡指定が予定されている石積遺構は、博多遺跡群範囲内において2018年（平成30年）4月26日から2022年（令和4年）2月18日にかけて実施された、福岡市立冷泉小学校跡地における再開発事業に伴う発掘調査（博多遺跡群第221次調査）で検出された。
石積は、平安時代後期当時の那珂川と御笠川が合流して博多湾に注ぐ河口部に形成された後背湿地の岸辺に築かれていた。調査区内で、11世紀当時の汀線と砂丘端部との間に幅1.2-1.6メートル・残存高約60センチメートル・南北70メートルに渡って残存していた。この遺構周囲の堆積物層からは、当時の日宋貿易において、日本側からの重要な輸出品であった硫黄の粒子が検出された。
これらのことから、この護岸は日宋貿易の拠点であった鴻臚館が11世紀後半に衰退して以降、新たな貿易港として発展した博多津に造られた港湾施設の一部と見られ、当時の宋人居住区（唐房:とうぼう=チャイナタウン）である「筑前博多津唐房（ちくぜんはかたつとうぼう）」との関連も考えられる貴重な遺構であると評価されている。

## 史跡指定
2023年（令和5年）10月20日、国の文化審議会文化財分科会は、上記の石積港湾施設が検出された博多区上川端町97番1、961.23平方メートルの範囲について「博多遺跡」の名称で国の史跡に指定するよう、文部科学大臣に答申した。
2024年（令和6年）2月21日、官報告示（号外39号）により正式に史跡指定された。